# Benito (señor de Silca)
Benito fue un cacique lenca, su sociedad la zona donde hoy es silca en el departamento de Olancho, luego de la llegada de los españoles, en 1526 resistieron las fuerzas de Diego López De Salcedo.

## Historia
No hay muchos registros que hablen sobre este cacique, ni fecha de nacimiento o zona en donde probablemente nació. Pero se sabe que fue líder de un gran grupo de personas de la etnia lenca que decidieron migrar y asentarse en donde hoy es el departamento de Olancho. Su nombre "Benito" fue dado por los pobladores de Honduras siglos más tarde de su muerte debido a que no se sabe cuál fue su nombre en su lengua materna.  
Durante sus campañas destruyó la ciudad de Villa Hermosa en 1526, fundada por los españoles a comienzos de la conquista en el Valle de Olancho. En la primera campaña de rebelión encabezada por Benito participaron aproximadamente 300 caciques lencas de diferentes señoríos. En la acción perecieron 33 castellanos y 12 resultaron heridos. Su historia obtuvo un triste final ya que Benito fue capturado, enviado a Nicaragua como prisionero y lanzado a una jauría que le dio muerte.